# کمربند قهرمانی زنان جهان دبلیودبلیوئی
۳۲عنوان قهرمانی جهانی زنان (به انگلیسی: Women's World Championship) یک کمربند قهرمانی در کشتی حرفه‌ای زنان است که توسط کمپانی آمریکایی کشتی حرفه‌ای دبلیودبلیوئی ایجاد شده و در برند راو از آن دفاع می‌شود. این عنوان به همراه قهرمانی زنان دبلیودبلیوئی در برند اسمک‌داون، دو عنوان اصلی زنان این کمپانی هستند. در حال حاضر این عنوان بدون صاحب است. قهرمان پیشین این عنوان، نیومی، به دلیل بارداری عنوان خود را در شوی راو به تاریخ ۱۸ اوت ۲۰۲۵ واگذار کرد.
این کمربند در شوی اسمک‌داون به تاریخ ۲۳ اوت ۲۰۱۶ و با نام عنوان قهرمانی زنان اسمک‌داون (به انگلیسی: SmackDown Women's Championship) تأسیس شد تا در کنار کمربند قهرمانی دبلیودبلیوئی شوی راو که بعدا به کمربند زنان راو تغییر نام داد، دو کمربند اصلی جهانی زنان در دبلیودبلیوئی باشند. در پی مراسم درفت ۲۰۲۳ و تغییر برند قهرمانان وقت کمربند زنان راو و اسمک‌داون، نام این دو کمربند تغییر پیدا کرد و نام کمربند زنان اسمک‌داون به کمربند قهرمانی جهانی زنان و کمربند زنان راو به نام اولیه‌اش یعنی کمربند زنان دبلیودبلیوئی تغییر پیدا کرد.
این کمربند تاکنون به عنوان مسابقه اصلی و پایانی ۴ رویداد دفاع شده است؛ نخستین بار آن در تی‌ال‌سی ۲۰۱۸ در کنار کمربند وقت زنان راو، رسلمنیا ۳۵، شب اول رسلمنیا ۳۷ و المنیشن چمبر ۲۰۲۴.

## تاریخچه
عنوان قهرمانی زنان جهان در ابتدا با نام عنوان قهرمانی زنان اسمکدان در ۲۳ اوت ۲۰۱۶ تأسیس شد. ایجاد آن در نتیجه معرفی مجدد تفکیک برندها توسط شرکت کشتی حرفه‌ای آمریکایی دبلیودبلیوئی بود، که در آن شرکت کشتی‌گیران خود را بین برندهای راو و اسمک‌داون تقسیم کرد که در آن کشتی‌گیران منحصرا برای یک شو فعالیت می‌کردند. اولین تفکیک برند در اوت ۲۰۱۱ به پایان رسید. در طول درفت ۲۰۱۶، قهرمان وقت عنوان قهرمانی زنان دبلیودبلیوئی، شارلوت، به راو درفت شد و برند اسمک‌داون بدون کمربند قهرمانی جهانی برای زنان بود. بلافاصله پس از سامراسلم، در قسمت ۲۳ اوت ۲۰۱۶ از اسمک‌داون، رئیس برند اسمک‌داون، شین مک‌من و مدیر کل برند، دنیل براین، از عنوان قهرمانی زنان اسمک‌داون رونمایی کردند. متعاقبا نام عنوان قهرمانی زنان دبلیودبلیوئی نیز به قهرمانی زنان راو تغییر پیدا کرد.
سپس یک مسابقه شش نفره حذفی برای رویداد بک‌لش در ۱۱ سپتامبر ۲۰۱۶ برنامه‌ریزی شد تا نخستین قهرمان این عنوان مشخص شود. شش زنی که در سامراسلم در مسابقه تگ تیم شش نفره شرکت کرده بودند، در این مسابقه شرکت کردند: الکسا بلیس، بکی لینچ، کارملا، نیومی، ناتالیا و نیکی بلا. لینچ با حذف کارملا به عنوان آخرین نفر، نخستین قهرمان این عنوان شد.عنوان قهرمانی زنان ان‌اکس‌تی زمانی به سومین عنوان اصلی زنان دبلیودبلیوئی تبدیل شد که ان‌اکس‌تی، برند توسعه‌ای این پروموشن، در سپتامبر ۲۰۱۹ با انتقال به یواس‌ای نتورک به عنوان سومین برند اصلی دبلیودبلیوئی شناخته شد. با این حال، در سپتامبر ۲۰۲۱، ان‌اکس‌تی به هدف اصلی خود یعنی برند آموزشی بازگشت.

### مسابقه برای مشخص شدن نخستین قهرمان عنوان
| حذف شده | نام کشتی‌گیر | توسط     | روش حذف  | زمان  |
| ------- | ----------- | -------- | -------- | ----- |
| ۱       | الکسا بلیس  | نیومی    | پین‌فال   | ۹:۳۸  |
| ۲       | نیومی       | ناتالیا  | سابمیشن  | ۱۰:۵۲ |
| ۳       | ناتالیا     | نیکی بلا | پین‌فال   | ۱۲:۵۰ |
| ۴       | نیکی بلا    | کارملا   | پین‌فال   | ۱۲:۵۸ |
| ۵       | کارملا      | بکی لینچ | سابمیشن  | ۱۴:۴۰ |
| برنده   | بکی لینچ    | بکی لینچ | بکی لینچ | ۱۴:۴۰ |

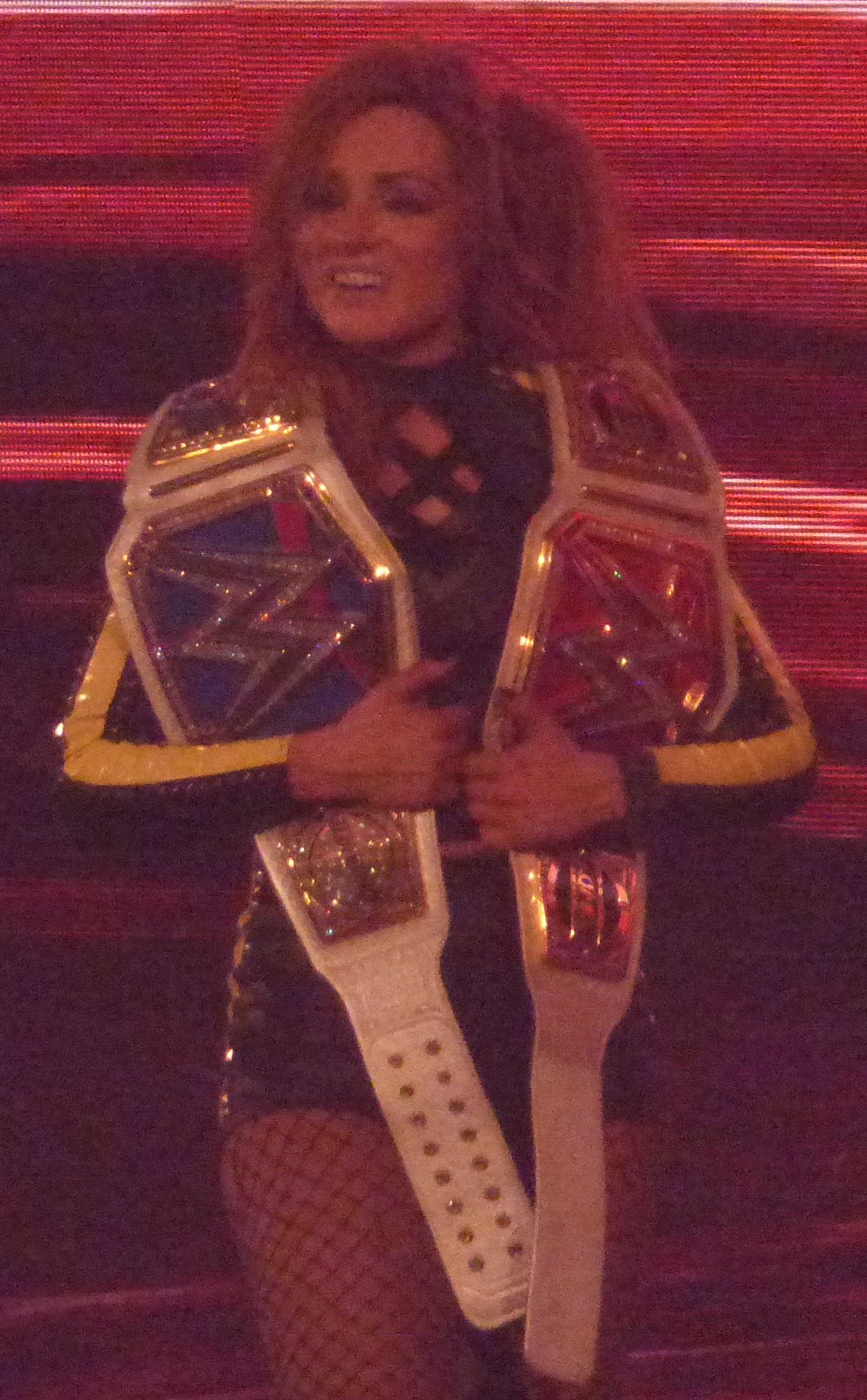
نخستین قهرمان این عنوان و ۵ بار قهرمان این عنوان، بکی لینچ، که در اینجا پس از کسب این عنوان برای سومین بار نشان داده شده است؛ زمانی که این عنوان در رسلمنیا ۳۵ به عنوان قهرمانی زنان اسمک‌داون شناخته می‌شد، به همراه عنوان قهرمانی زنان راو (راست).

این عنوان برای اولین بار در دسامبر ۲۰۱۸ و در رویداد تی‌ال‌سی در مین‌اونت یک پی‌پرویو دفاع شد؛ جایی که بکی لینچ در یک مسابقه سه نفره تی‌ال‌سی در مقابل شارلوت فلر و آسکا از عنوان خود دفاع کرد که آسکا برنده آن شد. این همچنین اولین مسابقه سه نفره زنان در TLC بود. سپس این عنوان در یک مسابقه سه‌گانه برنده صاحب همه در مین‌اونت رسلمنیا ۳۵ در آوریل ۲۰۱۹ دفاع شد، جایی که فلر از عنوان خود در مقابل قهرمان زنان راو، راندا رزی، و لینچ دفاع کرد که در این مسابقه پیروز شد. این اولین مسابقه زنان در مسابقه پایانی رسلمنیا بود. در سوپر شو داون در فوریه ۲۰۲۰، این عنوان به اولین قهرمانی زنان تبدیل شد که در عربستان سعودی دفاع می‌شد، جایی که بیلی عنوان خود را در مقابل نیومی حفظ کرد. این عنوان دوباره در مین‌اونت رسلمنیا و این بار در شب اول رسلمنیا ۳۷ در آوریل ۲۰۲۱ دفاع شد که در آن مسابقه، بیانکا بلر موفق به شکست ساشا بنکس شد و عنوان قهرمانی را به دست آورد؛ این همچنین اولین باری بود که دو آمریکایی آفریقایی‌تبار در رسلمنیا حضور داشتند. این عنوان برای دومین بار در سال ۲۰۲۱ در عربستان سعودی در کراون جول دفاع شد، جایی که بکی لینچ در یک مسابقه سه‌گانه در مقابل بیانکا بلر و ساشا بنکس از عنوان خود دفاع کرد.
در نتیجه مراسم درفت ۲۰۲۳، عناوین قهرمانی زنان راو و اسمک‌داون به برندهای مقابل درفت شدند و هیچ تغییری در عنوان قهرمانی برای هیچ یک از دو قهرمانی قبل از اجرایی شدن نتایج درفت در ۸ مه رخ نداد. به همین خاطر و جهت حل مشکل حضور عنوان قهرمانی زنان اسمک‌داون در راو، آدام پیرس، مقام مسئول دبلیودبلیوئی، در شوی راو به تاریخ ۱۲ ژوئن ۲۰۲۳ از طرح کمربند قهرمانی جدید رونمایی کرد و اعلام کرد نام این عنوان که قهرمان وقت آن، ریا ریپلی بود، از این پس به عنوان قهرمانی جهانی زنان تغییر پیدا می‌کند. این اتفاق اندکی پس از آن رخ داد که چند روز قبل‌تر و در ۹ ژوئن، نام عنوان قهرمانی زنان راو به نام پیشین خود، قهرمانی زنان دبلیودبلیوئی تغییر پیدا کرده بود.

## تغییر برند
این عنوان قهرمانی، همان‌طور که از اسم پیشینش پیداست، منحصرا به برند هم‌نام خود، یعنی اسمک‌داون اختصاص داشت. در درفت ۲۰۲۱، هر دو قهرمان زنان راو و اسمک‌داون به برندهای مخالف درفت شدند. برای حفظ عناوین در برندهای مربوطه، قهرمانان وقت، بکی لینچ و شارلوت فلر، عناوین خود را با هم عوض کردند. این اتفاق در درفت ۲۰۲۳ نیز رخ داد، با این حال قهرمانان عناوین خود را حفظ کردند که این مشکل با تغییر نام عناوین و حذف اسم برند از آنها برطرف شد.
| تاریخ انتقال    | برند     | توضیحات |
| --------------- | -------- | --- |
| ۱۱ سپتامبر ۲۰۱۶ | اسمک‌داون | عنوان قهرمانی در نتیجه مراسم درفت ۲۰۱۶ و منتقل شدن قهرمان عنوان زنان دبلیودبلیوئی، شارلوت، به برند راو ایجاد شد. در نتیجه نام آن عنوان به قهرمانی زنان راو تغییر پیدا کرد. بکی لینچ متعاقبا در رویداد بک‌لش، نخستین قهرمان این عنوان شد. |
| ۸ مه ۲۰۲۳       | راو      | قهرمان زنان اسمک‌داون، ریا ریپلی، در نتیجه مراسم درفت ۲۰۲۳ به برند راو درفت شد. نام عنوان در تاریخ ۱۲ ژوئن ۲۰۲۳ به عنوان قهرمانی زنان جهان تغییر پیدا کرد.                                                                               |

## طرح کمربندهای قهرمانی
زمانی که نام این عنوان، قهرمانی زنان اسمک‌داون بود، طرح «لوگوی شبکه» همانند سایر عناوین قهرمانی دبلیودبلیوئی، طرح این کمربند بود؛ با این تفاوت که پس‌زمینه صفحه مرکزی و گوی‌های پیش‌فرض صفحات کناری به رنگ آبی بودند تا نماد انحصار آن به اسمک‌داون باشند. در چیزی که به یک ویژگی برجسته در تمام عناوین قهرمانی دبلیودبلیوئی تبدیل شده است، صفحات کناری را می‌توان با لوگوی مختص‌به قهرمان فعلی سفارشی کرد. در طول دومین دوره قهرمانی نیومی در سال ۲۰۱۷، نوارهایی از چراغ‌های ال‌ای‌دی چند رنگ در طرح کلی کمربند قرار داده شده بود.
وقتی این عنوان در ژوئن ۲۰۲۳ به قهرمانی جهانی زنان تغییر نام داد، طرحی تقریبا مشابه با عنوان قهرمانی سنگین‌وزن جهان مردان که در ماه آوریل معرفی شده بود، داشت. با این تفاوت که کمی کوچک‌تر، با بند سفید و با یک کلمه Women's بالای World بود. مانند طرح پیشین، این کمربند هم صفحات جانبی قابل تنظیم دارد.

## قهرمانان
تا ۱۹ اوت ۲۰۲۵، ۳۱ دوره قهرمانی بین ۱۴ قهرمان وجود داشته است و ۳ بار نیز این عنوان، بدون قهرمان بوده است. بکی لینچ نخستین قهرمان این عنوان بود. شارلوت فلر با هفت دوره قهرمانی، بیشترین تعداد قهرمانی را دارد. دومین دوره قهرمانی بیلی و اولین دوره قهرمانی ریا ریپلی با ۳۸۰ روز به طور مشترک طولانی‌ترین دوره قهرمانی انفرادی را دارند، در حالی که چهارمین دوره قهرمانی فلر با ۴ دقیقه و ۵۵ ثانیه کوتاه‌ترین دوره است. بیلی با ۵۲۰ روز رکورد طولانی‌ترین دوره قهرمانی ترکیبی را در اختیار دارد. نیومی مسن‌ترین قهرمان است که در ۳۷ سال و ۲۲۵ روزگی این عنوان را به دست آورده است، در حالی که الکسا بلیس جوان‌ترین قهرمان است که در ۲۵ سالگی این عنوان را به دست آورده است. تنها دو زن توانسته‌اند این عنوان را به مدت یک سال یا بیشتر به طور مداوم در اختیار داشته باشند: بیلی و ریا ریپلی.
در حال حاضر این عنوان بدون صاحب است. قهرمان قبلی، نیومی، به دلیل رفتن به مرخصی زایمان، در قسمت ۱۸ اوت ۲۰۲۵ از شوی راو، عنوان قهرمانی خود را واگذار کرد.